# Federazione scacchistica degli Stati Uniti d'America
La United States Chess Federation (USCF) è un'organizzazione non profit che coordina le attività di scacchi negli Stati Uniti d'America. È associata alla FIDE dal 1939. La sede centrale è stata Crossville  sino al 2022 quanto è stata trasferita a Saint Louis.

## Storia
La USCF nacque nel 1939 nell'Illinois dalla fusione di due federazioni regionali: la "American Chess Federation" e la "National Chess Federation". Inizialmente gli iscritti erano circa un migliaio, ma crebbero gradualmente fino a circa 30.000 nel 1972. 
In seguito alla conquista del titolo mondiale da parte di Bobby Fischer (match Spasskij–Fischer 1972) ci fu un boom di nuove iscrizioni, che portò il numero degli iscritti a raddoppiare (oltre 59.000) nel giro di un anno.
Dopo la rinuncia di Fischer a difendere il titolo ci fu però un calo progressivo fino al 1991, anno in cui cominciarono a risalire in seguito all'introduzione degli scacchi nelle scuole. 
Nel 2018 gli iscritti erano circa 86.000. Il Texas è lo Stato che ha il maggior numero di iscritti (7.856), il Wyoming quello con meno iscritti (58). 
La USCF pubblica due riviste: Chess Life, organo ufficiale della federazione (si vanta di essere la rivista di scacchi più letta del mondo) e Chess Life for Kids, rivolta ai ragazzi. 
Nel 2018 era la terza federazione di scacchi nel mondo per numero di iscritti titolati (Maestro FIDE o superiore), con 779 giocatori titolati, dopo le federazioni della Russia (2592) e della Germania (1402).
Nello stesso anno la USCF contava 99 Grandi Maestri, al secondo posto nel mondo dopo la federazione della Russia (251 GM). Al terzo posto la federazione tedesca con 96 GM.
Attraverso la sua affiliata "United States Chess Trust" gestisce la World Chess Hall of Fame, un museo-memoriale di grandi campioni di scacchi statunitensi e di altri paesi.

## Attività
La USCF organizza e controlla oltre 20 campionati nazionali. I principali sono:
- il Campionato statunitense di scacchi (United States Chess Championship);
- il Campionato statunitense open (U.S. Open Chess Championship), noto brevemente come "U.S. Open".

Il primo è un torneo chiuso (ad inviti), il secondo è aperto a tutti. In concomitanza con lo U.S. Open si svolge un Business Meeting, in cui vengono discusse e approvate questioni amministrative.  Altri campionati sono il campionato juniores (U.S. Junior Championship), il campionato seniores (U.S. Senior Open) e il campionato per dilettanti (U.S. Amateur Championship).
Ogni anno si svolgono tre tornei scolastici nazionali (National Scholastic tournaments) in varie parti del paese. Ogni quattro anni i tre campionati si svolgono in un'unica città e vengono detti "Supernationals". L'ultima edizione dei Supernationals ha attirato oltre 5.000 giocatori a Nashville nel Tennessee. È previsto che fino al 2021 tutti i Supernationals si svolgeranno a Nashville.
La USCF assegna ad ogni iscritto un proprio punteggio, calcolato in collaborazione con oltre 2.000 circoli. La federazione statunitense è stata la prima ad usare il sistema Elo, prima ancora che esso venisse adottato dalla FIDE; da alcuni anni viene usato un sistema Elo modificato, il sistema Glicko, così chiamato dal nome del suo inventore, Mark Glickman.
Al 2022 il presidente della United States Chess Federation è Mike Hoffpauir, eletto nel 2020.